# Новоалексіївка (Куйбишевський район)
Новоалексіївка (рос. Новоалексеевка) — присілок у Куйбишевському районі Новосибірської області Російської Федерації.
Входить до складу муніципального утворення Горбуновська сільрада. Населення становить 99 осіб (2010).

## Історія
Згідно із законом від 2 червня 2004 року органом місцевого самоврядування є Горбуновська сільрада.

## Населення
| 1926 | 2002 | 2007 | 2010 |
| ---- | ---- | ---- | ---- |
| 314  | ↘113 | ↘110 | ↘99  |